# Lekbibaj
Lekbibaj é uma comuna (em albanês:  komuna) da Albânia localizada no distrito de Tropojë, prefeitura de Kukës.